# (5977) 1992 TH1
(5977) 1992 TH1 es un asteroide perteneciente al cinturón de asteroides, región del sistema solar que se encuentra entre las órbitas de Marte y Júpiter, descubierto el 1 de octubre de 1992 por Henry E. Holt desde el Observatorio del Monte Palomar, Estados Unidos.

## Designación y nombre
Designado provisionalmente como 1992 TH1. 

## Características orbitales
1992 TH1 está situado a una distancia media del Sol de 2,545 ua, pudiendo alejarse hasta 2,935 ua y acercarse hasta 2,155 ua. Su excentricidad es 0,153 y la inclinación orbital 15,43 grados. Emplea 1483,32 días en completar una órbita alrededor del Sol.

## Características físicas
La magnitud absoluta de 1992 TH1 es 11,8. Tiene 11,435 km de diámetro y su albedo se estima en 0,162. 